# Trans regio VT 001
De VT ook wel Regio-Shuttle genoemd is een diesel treinstel, een zogenaamde lichtgewichttrein met lagevloerdeel voor het regionaal personenvervoer van de trans regio Deutsche Regionalbahn GmbH.

## Geschiedenis
Oorspronkelijk werd de Regio-Shuttle door ADtranz gebouwd. Toen Bombardier ADtranz overnam, mocht Bombardier de Regio-Shuttle om kartelrechterlijke redenen niet meer bouwen. De licentie kwam toen in handen van Stadler Rail. Bombardier bouwt nu de ITINO, een treinstel dat gebaseerd is op de Regio-Shuttle. Stadler Rail ontwikkelde de trein verder als Regio-Shuttle RS 1.
Voor het regionaal personenvervoer van een aantal spoorlijnen in Rijnland-Palts heeft trans regio tot 15 december 2008 in totaal 20 treinen van het type Stadler Regio-Shuttle RS1 bij Angel Trains geleaset. De treinen zijn vervolgens door Mitteldeutsche Regiobahn als Regio-Shuttle geleaset.

## Constructie en techniek
Het treinstel is opgebouwd uit een stalen frame met een frontdeel van GVK. Het treinstel heeft een lagevloerdeel. Deze treinstellen kunnen tot drie stuks gecombineerd rijden. De treinen zijn uitgerust met luchtvering.

## Treindiensten
De treinen werden door trans regio in Rheinland-Pfalz tussen 28 mei 2000 en 14 december 2008 ingezet op de volgende trajecten.
- RB 92 Eifelquerbahn: Andernach - Mayen West - Kaisersesch (verlenging tot Mayen West sinds mei 2000; verlenging tot Kaiseresch sinds augustus 2000)
- RB 94 Moselweinbahn: (Cochem -) Bullay - Traben-Trarbach (sinds 10 juni 2001) (van/naar Cochem eenmaal per dag).
  - Linker Rheinstrecke: Andernach - Mainz (in de weekenden).